# Chrysobothris quadrilineata
Chrysobothris quadrilineata är en skalbaggsart som beskrevs av Leconte 1860. Chrysobothris quadrilineata ingår i släktet Chrysobothris och familjen praktbaggar. Inga underarter finns listade i Catalogue of Life.